# Maciej Stryjkowski

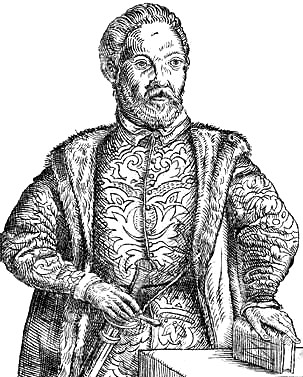
Maciej Stryjkowski

Maciej Stryjkowski (lateinisch Matys Strycovius; Pseudonym: Osostevitius; * 1547 in Stryków; † 1593) war ein polnischer Dichter und Historiker, Diplomat und Priester, dem Litauen zur Heimat wurde.

## Leben
In den Jahren 1567–1570 studierte er an der Akademie zu Krakau. Er diente in der Armee unter dem Kommando von Alexander Guagnini. In den Jahren 1574–1575 war er Gesandter in der Türkei, zusammen mit A. Tarnowski. Im Jahre 1579 wurde er zum Kaplan geweiht und wurde Kanoniker in Miedniki sowie Leutpriester in Georgenburg.
Stryjkowski erlernte die litauische und die russische Sprache und erforschte die Landesgeschichten durch persönliches Aufsuchen von historischen Orten. Obwohl in Masowien  geboren, beklagte er die polnische Bevormundung Litauens.

## Werke
- Kronika Polska, Litewska, Żmudzka i wszystkiej Rusi – Chronik von Polen, Litauen, Samogitien und der ganzen Rus (veröffentlicht in Königsberg im Jahre 1582, hrsg. 1846)[2]
- Goniec cnoty (Krakau 1574) – genealogisches Poem über die polnischen und litauischen Herrscher
- Sarmatiae Europeae Descriptio (1578) – historisches und geographisches Werk, herausgegeben von Alexander Guagnini